# هالما (مینه‌سوتا)
هالما، مینه‌سوتا (به انگلیسی: Halma, Minnesota) یک شهر در ایالات متحده آمریکا است که در شهرستان کیتسان، مینه‌سوتا واقع شده‌است.

## خصوصیات
هالما ۲٫۳۶ کیلومترمربع مساحت و ۶۱ نفر جمعیت دارد و ۳۰۴ متر بالاتر از سطح دریا واقع شده‌است.